# Philipp Lienhart
Philipp Lienhart (Lilienfeld, Austria, 11 de julio de 1996) es un futbolista austríaco que juega en la posición de defensa en el S. C. Friburgo de la Bundesliga de Alemania.

## Trayectoria

### Comienzos
Ingresó en las categorías inferiores del SK Rapid Viena en 2008. En la temporada 2013-14, disputó 28 partidos con el segundo equipo del Rapid, en Tercera División austríaca.

### Real Madrid C. F.
Llegó cedido a la casa blanca la temporada 2014-15 para reforzar la zaga del Juvenil A blanco. En su primera campaña en La Fábrica, no tardó en convertirse en el jefe de la defensa del equipo dirigido por Luis Miguel Ramis. Fue clave para que el primer juvenil madridista terminase la temporada de forma notable. Aunque no pudo conquistar ningún título nacional, peleó por todos. Además, disputó todos los minutos de la Liga Juvenil de la UEFA y anotó un tanto ante el Liverpool FC.
Estos grandes números con el juvenil, le sirvieron para que el club blanco se hiciera con él en propiedad y la temporada 2015-16 pasase a formar parte del Castilla. A las órdenes de Zinedine Zidane, al igual que pasó con Ramis, se ha convertido en un fijo en el once titular del primer filial madridista.
El día 17 de octubre de 2015 el entrenador del Real Madrid, Rafa Benítez, lo convocó por primera vez con el primer equipo en su partido contra el Levante Unión Deportiva. Debutó en un partido de Copa del Rey ante el Cádiz.

## Selección nacional
Fue internacional con Austria sub-19.

### Participaciones en Eurocopas
| Copa          | Sede     | Resultado        | Partidos | Goles |
| ------------- | -------- | ---------------- | -------- | ----- |
| Eurocopa 2020 | Europa   | Octavos de final | 2        | 0     |
| Eurocopa 2024 | Alemania | Octavos de final | 3        | 0     |

## Clubes
| Club                       | País     | Año       |
| -------------------------- | -------- | --------- |
| S. K. Rapid Viena          | Austria  | 2013-2014 |
| Real Madrid Castilla C. F. | España   | 2014-2018 |
| S. C. Friburgo (cedido)    | Alemania | 2017-2018 |
| S. C. Friburgo             | Alemania | 2018-     |